# Katalytofen

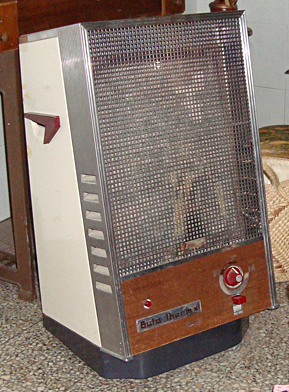
Katalytofen aus den 1970ern

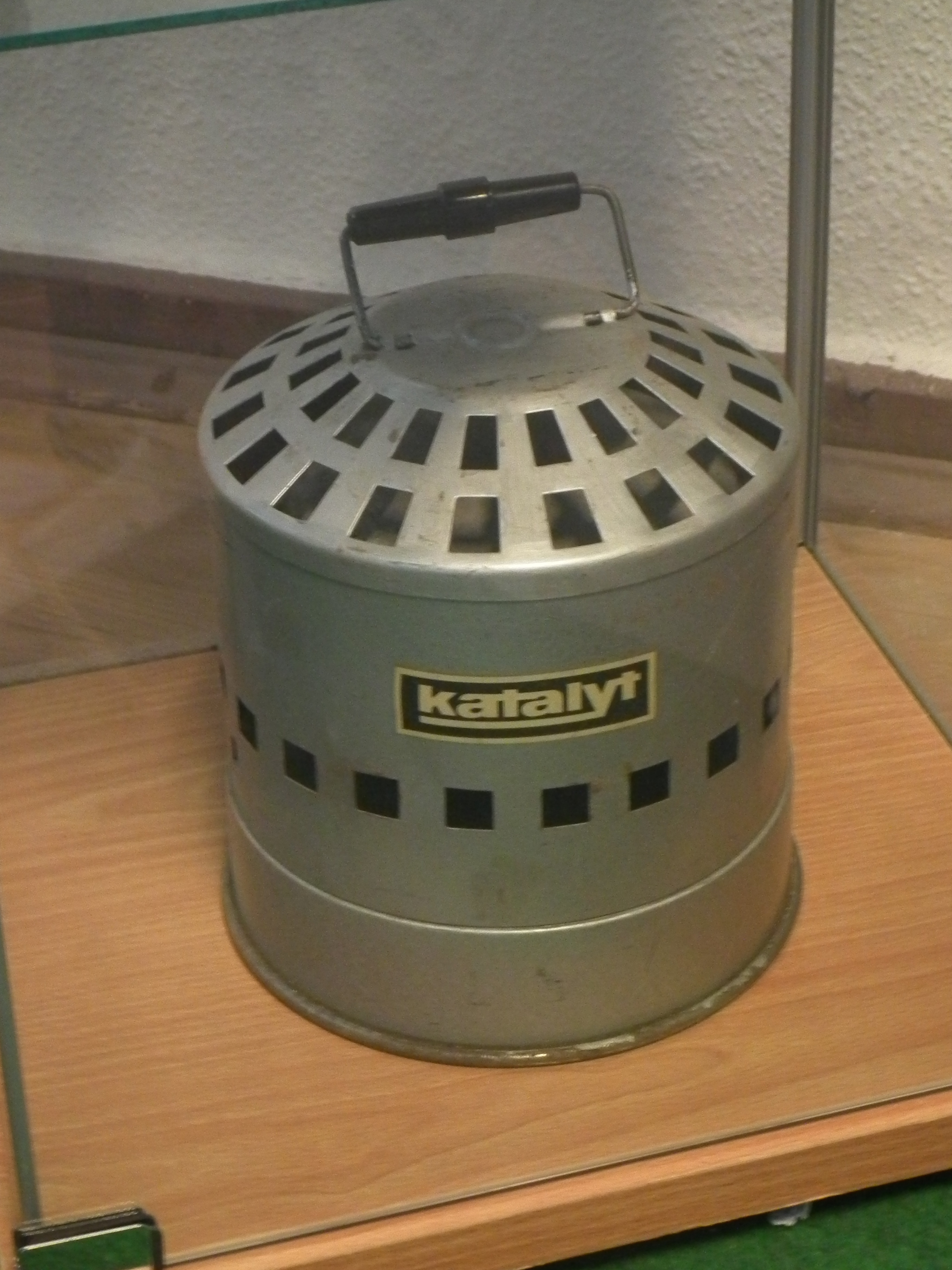
Katalytofen (Hersteller: OEM) im DDR-Museum Pirna

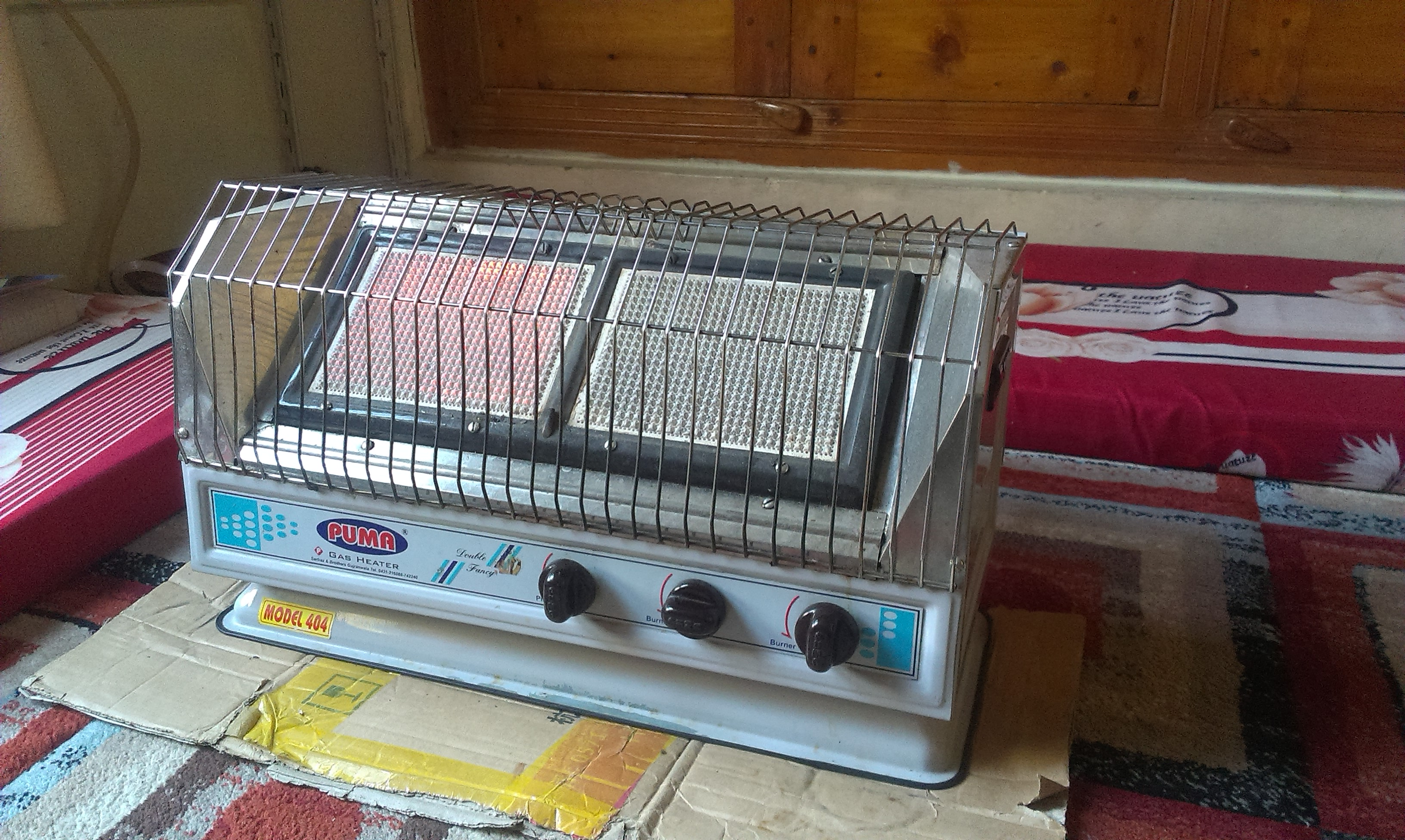
Katalytofen aus den 2000ern

Ein Katalytofen ist ein stromunabhängiges Kompaktheizgerät. Die Hitze wird ohne offene Flamme durch katalytische Verbrennung von Flüssiggas oder Benzin in einem Katalysatormaterial erzeugt. Es handelt sich um eine heterogene Katalyse, d. h., dass Katalysator und Reaktant in unterschiedlichen Phasen vorliegen.
Katalytöfen werden vorrangig zum Heizen im Freizeitbereich (Hobbyräumen, Schrebergärten, Camping) benutzt, aber auch in Hallen und Werkstätten.
Bei der Verbrennung des Gases entstehen hauptsächlich Kohlendioxid und Wasser, bei unzureichender Belüftung das giftige Gas Kohlenmonoxid. Zudem wird Sauerstoff verbraucht, daher sollen Katalytöfen nur in gut belüfteten Räumen eingesetzt werden.
Es gab auch Katalytöfen, die mit Katalytbenzin mit einer Dichte von 0,72 kg/l betrieben wurden. Dieses Katalytbenzin wird heute jedoch nicht mehr hergestellt. An dessen Stelle gibt es heute Spezialbenzin 80/110, welches in einigen Baumärkten auch noch in haushaltsüblichen Mengen erhältlich ist. Die Bezeichnung 80/110 bezieht sich auf die definierten Siedegrenzen des Benzins 

Verwendbar sind weiterhin Reinigungsbenzin, Waschbenzin und andere Reinbenzine mit eher niedrigen Siedegrenzen (Leichtbenzin) wie z. B. Shellsol 80/110 oder der aromatenfreie Sonderkraftstoff Aral ASF der zum Kartfahren in der Halle verwendet wird.
Auch Motorenbenzin lässt sich verwenden, wird jedoch nicht empfohlen. Vermutet wird, dass es Rückstände hinterlässt, die Vergaser, Docht oder Heizkissen verkleben und dass gesundheitsschädliche Verbrennungsprodukte entstehen. Moderne Katalytöfen können wohl ebenso wie Katalysatoren in Kraftfahrzeugen dünne Platinschichten enthalten, die auf Membranen, Waben oder Metallgeflecht aufgebracht werden, und die durch den Bleigehalt des ehemals bleihaltigen Motorenbenzins geschädigt wurden.
Spätestens seit 1926 und bis etwa Anfang der 1970er Jahre in Westdeutschland, in der DDR bis in die 1980er Jahre waren spezielle, mit Benzin betriebene Katalytöfen zur Verwendung als Standheizungen in Kfz auf dem Markt, da es noch keine anderen wirksamen Standheizungen gab. Diese Katalytöfen erinnern in Form und Größe oft an eine kleine Milchkanne. Sie mussten außerhalb der Garage in einer gut belüfteten Umgebung angefeuert werden. Wenn nach einigen Minuten des Anheizens keine Flamme mehr sichtbar war, konnte der Ofen in die Garage oder in den Fußraum des Kfz gestellt werden, wo er aufgrund der katalytischen Verbrennung seine Wärme abgab.
In Katalytöfen aus DDR-Produktion ist im Heizpolster und in der Dichtschnur des Heizgitters regelmäßig Weißasbest (Chrysotil) enthalten; solche asbesthaltigen Geräte dürfen daher auch dann, wenn sie einst legal erworben wurden, in der Europäischen Union nicht mehr verwendet, verkauft oder zur Abgabe angeboten werden. Durch Verwitterung werden aus asbesthaltigen Erzeugnissen fortwährend krebserregende Asbestfasern freigesetzt, die eingeatmet werden können und lange im Körper wirken.
Am 26. November 2012 kam es in einer Behindertenwerkstatt in Titisee-Neustadt zu einer Brandkatastrophe mit 14 Toten, ausgelöst durch einen Bedienungsfehler an einem Katalytofen.